# Ǵorče Petrov
Ǵorče Petrov (in macedone Ѓорче Петров?) è uno dei dieci comuni che compongono la città di Skopje. La sua popolazione è di 41 634 abitanti (dati 2002). Prende il nome dal rivoluzionario Ǵorče Petrov.

## Geografia fisica
Il comune confina con Saraj a sud-ovest, con Karpoš a sud-est, con Čučer-Sandevo ad est e col Kosovo a nord.
Il fiume Treska qui confluisce nel Vardar.

## Società

### Evoluzione demografica
La popolazione è così suddivisa dal punto di vista etnico:
- Macedoni: 35 462
- Serbi: 1 740
- Albanesi: 1 597
- Rrom: 1 249

## Località
Il comune è composto dalle seguenti località:
- Ǵorče Petrov 1
- Ǵorče Petrov 2
- Hrom
- Novo Selo
- Kisela Jabuka
- Volkovo (villaggio)
- Orman (villaggio)
- Nikištane (villaggio)
- Kučkovo (villaggio)
- Gračani (villaggio)
- Orizari (villaggio)